# Lucy DeVito
Lucy Chet DeVito (* 11. März 1983 in New York City) ist eine US-amerikanische Schauspielerin.

## Leben
Lucy DeVito ist die Tochter der Schauspieler Danny DeVito und Rhea Perlman. Sie wurde in New York City geboren und wuchs zusammen mit ihren beiden jüngeren Geschwistern in Los Angeles, Kalifornien, auf.
Ihre erste wichtige Filmrolle hatte sie 2009 als Anne Greenstein in dem Film Leaves of Grass mit Edward Norton. Vorwiegend agiert sie in Fernsehserien und Kurzfilmen, oftmals gemeinsam mit ihrem Vater Danny DeVito.
Von 2010 bis 2015 war sie als Stephanie Krause in der Fernsehserie Melissa & Joey zu sehen.

## Filmografie (Auswahl)
- 2005: This Revolution
- 2006: Crumbs (Fernsehserie, Folge 1x11 A Loon Again, Naturally)
- 2006–2007: It’s Always Sunny in Philadelphia (Fernsehserie, 2 Folgen)
- 2007: Dirt (Fernsehserie, Folge 1x12 Caught on Tape)
- 2007: The Good Night
- 2007: Nobel Son
- 2008: A Quiet Little Marriage
- 2009: Leaves of Grass
- 2010–2015: Melissa & Joey (Fernsehserie)
- 2012: Sleepwalk with Me
- 2014–2016: Deadbeat
- 2016: Curmudgeons
- 2016: The Comedian
- 2019: Jumanji: The Next Level
- 2022: Blond (Blonde)
- 2022: Little Demon (Fernsehserie, Sprechrolle)
- 2023: The Secret Art of Human Flight